# Wittislingen
Wittislingen är en köping (Markt) i Landkreis Dillingen an der Donau i Regierungsbezirk Schwaben i förbundslandet Bayern i Tyskland.

Köpingen ingår i kommunalförbundet Wittislingen tillsammans med kommunerna Mödingen och Ziertheim.